# Ozenay
Ozenay är en kommun i departementet Saône-et-Loire i regionen Bourgogne-Franche-Comté i östra Frankrike. Kommunen ligger i kantonen Tournus som tillhör arrondissementet Mâcon. År 2022 hade Ozenay 231 invånare.

## Befolkningsutveckling
Antalet invånare i kommunen Ozenay
| Referens: INSEE |